# フィーバー・クラム
『フィーバー・クラム』（Fever Crumb）はフィリップ・リーヴが4作からなるフィーバー・クラムシリーズの第1作として2009年に発表し、Scholastic Limited, London より刊行されたSF小説である。

## 登場人物
フィーバー・クラム（フィーバー）
本編の主人公。